# Associação de Futebol da República Popular Democrática da Coreia
A Associação de Futebol da República Popular Democrática da Coreia é a entidade máxima do futebol na Coreia do Norte. Fundada em 1945, é filiada à Federação Internacional de Futebol (FIFA) desde 1958 e à Confederação Asiática de Futebol (AFC) desde 1974.